# 金门县 (中华人民共和国)
金门县是中华人民共和国聲稱，但並無任何實質管轄的县级行政区，在中华人民共和国行政区划中划入福建省泉州市。由于第二次国共戰爭两岸分治之後，自1970年12月将该建制下唯一由中华人民共和国控制的大小嶝地区划入同安县后，该行政规划就只处于自我聲稱而未能实施正式管辖，事實上這裡一直以來皆是中華民國福建省的金門縣政府進行統治與管轄。縣政府駐於金城鎮。

## 历史

### 中華民国大陸时期
金门县地原属思明县。1914年7月，析思明县设立金门县，隶属厦门道。民国17年（1928年），废除道制，金门县直属福建省。1933年福建事变发生后，12月11日，金门隶属中华共和国泉海省（12月13日更名为兴泉省）。1934年1月，中华共和国被南京国民政府消灭后，金门县隶属福建省。1934年7月，福建省设立十个行政督察区，金门县隶属第五行政督察区。1935年10月，福建省改为7个行政督察区，金门县隶属第四行政督察区。
1937年10月26日，日本军队攻陷金门岛及烈屿，金门县政府迁到大嶝乡。1938年初，金门县政府及中国国民党金门县党部先后在大嶝岛田墘村借用民居办公，继续行使行政职能。1938年8月，金门县政务由南安县兼摄。抗日战争结束后，1945年10月3日，金门县政府从大嶝乡迁回金门岛。
中国共产党政权福建省人民政府成立后，1949年9月9日，在行政上将金门县划入第五行政督察专员公署管辖（晋江专区）。10月9日，解放军攻占金门县的大嶝岛、小嶝岛及角屿，成立大嶝区，委托南安县代管，今属厦门市翔安区。11月，第五行政督察专员公署任命陈奕东为中华人民共和国第一任金门县县长，但未成立金门县人民政府。而未占领的金门县至今仍是中华民国政府实際控制之区域。

### 中华人民共和国相关行政变迁
1950年4月1日，金门县隶属的第五行政督察专员公署更名为泉州行政督察专员公署（9月泉州行政督察专员公署改名为晋江区专员公署，1955年4月1日晋江区专员公署改名为晋江专区）。
1955年5月，福建省人民政府正式宣布成立金门县政府，办公地点在南安县政府大院内。1958年底，大嶝区改为大嶝人民公社。1968年9月23日，金门县隶属晋江专区革命委员会（1971年6月17日晋江专区更称晋江地区）。1970年12月，撤销金门县人民政府，大嶝人民公社划归同安县管辖。
1985年5月14日，经中华人民共和国国务院批准，撤销晋江地区，设立泉州市，金门县隶属泉州市。

## 行政长官
中华人民共和国成立后，曾在1955年到1970年设立金门县人民政府，历任县长为：
- 第一任：陈奕东，1949年11月到1953年期间为金门县长。
- 第二任：梁新民，1953年12月为南安县副长兼金门县长，1954年11月23日改为金门县人民政府县长，1956年调任晋江专区侨务局长，但金门县长职务未被免去。

另与梁新民同时任命的还有中共金门工委书记刘其固。

## 行政区划
金门县曾下辖大嶝人民公社，由南安县代管。1971年2月，大嶝人民公社划归同安县管辖。之后，因為中華人民共和國政府再未曾對金门進行過行政管理，所以也未進行行政區劃編組。而《泉州市志》登载1949年以后的金门建制資料和县府驻地名字為空，並括注「資料暫缺」四個字。